# Den okända släkten
Den okända släkten bok av Vilhelm Moberg från 1950.
Boken är en faktabok där Moberg redovisar delar ur sin forskning om immigrationen till Nordamerika. Den handlar om de emigranter och deras efterkommande som lämnade Sverige för sitt nya hemland i Nordamerika. Moberg berättar bland annat om hur amerikalegenden uppstod i Sverige och varför denna utvandring uppstod. Boken kan användas som ett komplement till läsningen av Utvandrarna.

## Innehåll
Hur Amerikalegenden skapades i Sverige, sid 9
En svensk farmares levernesbeskrivning, sid 39
Svensk kyrkogård i Amerika, sid 62
"En tidning med swenska bokstäfwer...", sid 72
Nybyggarnas kyrka, sid 82
Vad vet svenskarna i Sverige och i Amerika om varandra?, sid 98
Enbusken och apelsinträdet, 114
Hur svenskarna blir amerikaner, sid 126